# 風は秋色/Eighteen
「風は秋色／Eighteen」（かぜはあきいろ／エイティーン）は、1980年10月にリリースされた松田聖子の3枚目のシングル。規格品番：07SH 866（レコード）。アナログ盤のレーベルは初版プレスのみ重厚なブルーレーベルになっており、従来のCBS・ソニーのオレンジレーベルに加え2種類が存在している。
1989年には8cmCDとして、2004年には紙ジャケット仕様の完全生産限定盤12cmCDとして再びリリースされている。また、2010年にはCD-BOX「Seiko Matsuda Single Collection 30th Anniversary Box 〜The voice of a Queen〜」に含まれる一枚として、2010年デジタル・リマスタリング音源が、高品質Blu-spec CD仕様で再発された。

## 概要
松田にとって初の両A面シングルであり、「風は秋色」は小田裕一郎が松田に提供した最後のシングルA面曲となった。前シングル「青い珊瑚礁」のメロディーをほぼ踏襲しているが、大ヒット作品の次も同系統の曲調を出す手法は、レコードセールス戦略上時々採用されている。この曲は資生堂（現・ファイントゥデイ）″エクボ ミルキィフレッシュ″ のCMソングとして使用された。
「Eighteen」は平尾昌晃が作曲を手掛けている。松田は福岡にあった平尾のボーカルスクールに通っており、デビュー前から縁があったが、平尾からの提供曲はこれが唯一である。当時サンデーズのメンバーとして出演していたNHK『レッツゴーヤング』にて「ヤングヒットソング」として披露されていた楽曲であり、当時同番組の司会を務めていたのが平尾であった。そのため、NHKではこちらの方をメインで放送していた。この曲が当初A面予定だったが、結果的に両A面となった。
また、松田はフジテレビ『ハナキンスタジオ』（司会：うつみ宮土理、B&B）に出演した際にも「Eighteen」を歌唱していた。これは同番組のメインスポンサーが前述の ″エクボ ミルキィフレッシュ″ の競合商品である″クレアラシル″の当時の発売元だったリチャードソン・メレル（現・P&Gプレステージ、なお″クレアラシル″は2006年以降レキットベンキーザー・ジャパンから発売）だったため。
CBS・ソニーの発表ではミリオンセラーを記録した。松田は本作から「旅立ちはフリージア」までの丸8年間、オリコンチャートにてシングルの24作連続1位を獲得した。

## 収録曲
- 両楽曲共に、作詞：三浦徳子／編曲：信田かずお

1. 風は秋色（4分08秒）
  - 作曲：小田裕一郎
2. Eighteen（3分18秒）
  - 作曲：平尾昌晃

## 関連作品
- 風は秋色
  - North Wind
  - 聖子・fragrance
  - Seiko・index
  - Seiko・plaza
  - Seiko Box
  - Seiko Monument
  - Bible
  - Complete Bible
  - Seiko Matsuda 1980-1995
  - SEIKO SUITE
  - Premium Diamond Bible
  - Diamond Bible
  - SEIKO STORY〜80's HITS COLLECTION〜
  - Seiko Matsuda Hit Collection Vol.1
  - We Love SEIKO -35th Anniversary 松田聖子究極オールタイムベスト50Songs-
  - Seiko Matsuda Sweet Days
  - Seiko Matsuda 40th Anniversary Bible -bright moment-
- Eighteen　
  - CD PLAYER 2nd ANNYVERSARY -POPS & ROCK-（1984年に製作された非売品CD、規格品番：YEDS-11）
  - North Wind
  - 聖子・fragrance
  - Touch Me, Seiko
  - Bible III
  - Complete Bible
  - Seiko Matsuda 1980-1995
  - Premium Diamond Bible
  - Diamond Bible
  - SEIKO STORY〜80's HITS COLLECTION〜
  - Seiko Matsuda Sweet Days

- 秋歌 - 秋がテーマの音楽を集めたコンピレーション・アルバム

## カバー
風は秋色
- ClariS（2024年10月16日発売、アルバム『AUTUMN TRACKS -秋のうた-』収録[4]）